# تریوینیانو اودینزه
تریوینیانو اودینزه (به ایتالیایی: Trivignano Udinese) یک کومونه در ایتالیا است که در استان اودینه واقع شده‌است. تریوینیانو اودینزه ۱۸٫۳ کیلومتر مربع مساحت و ۱٬۶۸۱ نفر جمعیت دارد و ۴۳ متر بالاتر از سطح دریا واقع شده‌است.